# پانه‌کک (دهانه)
پانه‌کک یک دهانه برخوردی در ماه‌ است.

## دهانه‌های اقماری
این دهانه ۵ دهانه اقماری دارد.
| Pannekoek | عرض جغرافیایی | طول جغرافیایی | قطر          |
| --------- | ------------- | ------------- | ------------ |
| A         | ۰.۹° S        | ۱۴۱.۰° E      | ۲۸.۰ کیلومتر |
| S         | ۴.۴° S        | ۱۴۰.۱° E      | ۱۸.۰ کیلومتر |
| R         | ۵.۴° S        | ۱۳۸.۳° E      | ۷۱.۰ کیلومتر |
| D         | ۲.۶° S        | ۱۴۳.۵° E      | ۲۸.۰ کیلومتر |
| T         | ۴.۱° S        | ۱۳۸.۲° E      | ۲۵.۰ کیلومتر |